# Kabinett Ponta II
Das Kabinett Ponta II war die zweite von Victor Ponta gebildete Regierung Rumäniens.

## Geschichte
Die Regierung löste das Kabinett Ponta I ab. Sie bestand aus Mitgliedern der PSD, der PNL sowie der PC und der PSD-Abspaltung UNPR. Die 30 sozialliberalen Kabinettsmitglieder wurden am 19. Dezember 2012 offiziell benannt. Am 21. Dezember 2012 wählte das Rumänische Parlament Victor Ponta erneut zum Ministerpräsidenten und billigte sein neues Kabinett. Weil die Koalitionspartner mehr Ministerposten haben wollten, wurden einige Regierungsämter neu geschaffen. Die Regierungszeit des Kabinetts fällt in die Zeit der Staatskrise in Rumänien 2012.
Im Februar 2014 zerbrach die Regierungskoalition aus Sozialdemokraten (PSD) und Liberalen (PNL). Nach wochenlangem Streit um eine Kabinettsumbildung beschloss die Parteispitze der Liberalen am 25. Februar 2014 den Rückzug ihrer Minister. Ministerpräsident Ponta musste seitdem mit einer dünnen Mehrheit im Parlament weiter regieren. Die Sozialdemokraten hatten bereits mit anderen Fraktionen über eine Unterstützung verhandelt. Das Kabinett Ponta III löste am 5. März 2014 das Kabinett Ponta II ab.

## Zusammensetzung
Zu den 28 Kabinettsmitgliedern gehörten:
| Ministerpräsident                                                                                     |  | Victor Ponta              | PSD       | 7. Mai 2012       | 5. November 2015  |
| Stellvertretender Ministerpräsident und Minister für regionale Entwicklung und öffentliche Verwaltung |  | Liviu Dragnea             | PSD       | 21. Dezember 2012 | 5. März 2014      |
| Stellvertretender Ministerpräsident und Finanzminister                                                |  | Daniel Chiţoiu            | PNL       | 21. Dezember 2012 | 19. Februar 2014  |
| Stellvertretender Ministerpräsident und Finanzminister                                                |  | Victor Ponta (interim)    | PSD       | 19. Februar 2014  | 5. März 2014      |
| Stellvertretender Ministerpräsident                                                                   |  | Gabriel Oprea             | UNPR      | 21. Dezember 2012 | 5. März 2014      |
| Minister für Landwirtschaft und ländliche Entwicklung                                                 |  | Daniel Constantin         | PC        | 21. Dezember 2012 | 5. März 2014      |
| Außenminister                                                                                         |  | Titus Corlățean           | PSD       | 21. Dezember 2012 | 5. März 2014      |
| Innenminister                                                                                         |  | Radu Stroe                | PNL       | 21. Dezember 2012 | 23. Januar 2014   |
| Innenminister                                                                                         |  | Gabriel Oprea (interim)   | UNPR      | 23. Januar 2014   | 5. März 2014      |
| Verteidigungsminister                                                                                 |  | Mircea Duşa               | PSD       | 21. Dezember 2012 | 5. März 2014      |
| Justizminister(in)                                                                                    |  | Mona Pivniceru            | parteilos | 21. Dezember 2012 | 28. März 2013     |
| Justizminister(in)                                                                                    |  | Victor Ponta (interim)    | PSD       | 28. März 2013     | 15. April 2013    |
| Justizminister(in)                                                                                    |  | Robert Cazanciuc          | PSD       | 15. April 2013    | 5. März 2014      |
| Ministerin für Umwelt und Klimawandel                                                                 |  | Rovana Plumb              | PSD       | 21. Dezember 2012 | 5. März 2014      |
| Wirtschaftsminister                                                                                   |  | Varujan Vosganian         | PNL       | 21. Dezember 2012 | 7. Oktober 2013   |
| Wirtschaftsminister                                                                                   |  | Daniel Chiţoiu (interim)  | PNL       | 7. Oktober 2013   | 17. Oktober 2013  |
| Wirtschaftsminister                                                                                   |  | Andrei Gerea              | PNL       | 17. Oktober 2013  | 19. Februar 2014  |
| Wirtschaftsminister                                                                                   |  | Constantin Niță (interim) | PSD       | 19. Februar 2014  | 5. März 2014      |
| Informationsminister                                                                                  |  | Dan Nica                  | PSD       | 21. Dezember 2012 | 5. März 2014      |
| Gesundheitsminister                                                                                   |  | Eugen Nicolăescu          | PNL       | 21. Dezember 2012 | 5. März 2014      |
| Bildungsminister                                                                                      |  | Remus Pricopie            | PSD       | 21. Dezember 2012 | 5. März 2014      |
| Ministerin für Arbeit, Familie, soziale Sicherung und Senioren                                        |  | Mariana Câmpeanu          | PNL       | 21. Dezember 2012 | 5. März 2014      |
| Minister für EU-Mittel                                                                                |  | Eugen Teodorovici         | PSD       | 21. Dezember 2012 | 5. März 2014      |
| Transportminister                                                                                     |  | Relu Fenechiu             | PNL       | 21. Dezember 2012 | 12. Juli 2013     |
| Transportminister                                                                                     |  | Victor Ponta (interim)    | PSD       | 12. Juli 2013     | 26. August 2013   |
| Transportminister                                                                                     |  | Ramona Mănescu            | PNL       | 26. August 2013   | 5. März 2014      |
| Kulturminister                                                                                        |  | Daniel Barbu              | PNL       | 21. Dezember 2012 | 12. Dezember 2013 |
| Kulturminister                                                                                        |  | Gigel Știrbu              | PNL       | 12. Dezember 2013 | 5. März 2014      |
| Jugend- und Sportminister                                                                             |  | Nicolae Bănicioiu         | PSD       | 21. Dezember 2012 | 5. März 2014      |
| Beigeordneter Minister für den Haushalt                                                               |  | Liviu Voinea              | PSD       | 21. Dezember 2012 | 5. März 2014      |
| Beigeordnete Ministerin für Wasser, Forsten und Fischerei                                             |  | Lucia Varga               | PNL       | 21. Dezember 2012 | 5. März 2014      |
| Beigeordneter Minister für Großprojekte und Auslandsinvestitionen                                     |  | Dan Şova                  | PSD       | 21. Dezember 2012 | 5. März 2014      |
| Beigeordnete Ministerin für KMU und Tourismus                                                         |  | Maria Grapini             | PC        | 21. Dezember 2012 | 5. März 2014      |
| Beigeordneter Minister für Energie                                                                    |  | Constantin Niță           | PSD       | 21. Dezember 2012 | 5. März 2014      |
| Beigeordneter Minister für Forschung und technische Entwicklung                                       |  | Mihnea Costoiu            | PSD       | 21. Dezember 2012 | 5. März 2014      |
| Beigeordneter Minister für Beziehungen zum Parlament                                                  |  | Mihai Voicu               | PNL       | 21. Dezember 2012 | 5. März 2014      |
| Beigeordneter Minister für Rumänen im Ausland                                                         |  | Cristian David            | PNL       | 21. Dezember 2012 | 5. März 2014      |
| Beigeordnete Ministerin für sozialen Dialog                                                           |  | Doina Pană                | PSD       | 21. Dezember 2012 | 5. März 2014      |